# Umbilicus (geslacht)
Umbilicus is een geslacht van succulenten uit de vetplantenfamilie (Crassulaceae). De soorten komen voor in Macaronesië, het Middellandse Zeegebied, het Nabije Oosten, het Arabisch Schiereiland en in het noorden en oosten van Afrika.

## Etymologie
De botanische naam Umbilicus betekent letterlijk navel in het Latijn, en verwijst hier naar de min of meer ronde bladeren die in het midden, op de plaats waar de bladsteel aanhecht, een verdieping hebben die aan een navel doet denken.

## Soorten
- Umbilicus albido-opacus - Carlström
- Umbilicus botryoides - Hochst. ex A.Rich.
- Umbilicus chloranthus - Heldr. & Sartori ex Boiss.
- Umbilicus citrinus - Wolley-Dod
- Umbilicus ferganicus - Popov
- Umbilicus gaditanus - Boiss.
- Umbilicus heylandianus - Webb & Berthel.
- Umbilicus horizontalis - (Guss.) DC.
- Umbilicus intermedius - Boiss.
- Umbilicus luteus - (Huds.) Webb & Berthel.
- Umbilicus mirus - (Pamp.) Greuter
- Umbilicus paniculiformis - Wickens
- Umbilicus parviflorus - (Desf.) DC.
- Umbilicus patens - Pomel
- Umbilicus rupestris - (Salisb.) Dandy
- Umbilicus schmidtii - Bolle
- Umbilicus tropaeolifolius - Boiss.

Adromischus · Aeonium · Aichryson · Chiastophyllum · Cotyledon · Crassula · Diamorpha · Dudleya · Echeveria · Graptopetalum · Greenovia · Hylotelephium (Hemelsleutel) · Hypagophytum · Jovibarba · Kalanchoe (Kalanchoë) · Lenophyllum · Monanthes · Orostachys · Pachyphytum · Perrierosedum · Phedimus (Vlak vetkruid) · Pistorinia · Prometheum · Pseudosedum · Rhodiola · Rosularia · Sedum (Vetkruid) · Sempervivum (Huislook) · Thompsonella · Tylecodon · Umbilicus · Villadia